# Caxambu (Pirenópolis)
Caxambu é um povoado do município brasileiro de Pirenópolis, no estado de Goiás.

## Fundação
1948. 

## Localização
Município de Pirenópolis 27 km de Pirenópolis e 2 km da GO-431. 

## População
Aproximadamente 500 habitantes 

## Atividades
Agropecuária 

## Atrações
Desfile de carro de boi na Festa do Divino Pai Eterno em julho. Procissões, leilões, barraquinhas etc.

## Topônimo
A palavra "Caxambu" tem etimologia discutida. Existem várias interpretações:
- tem origem no termo tupi kaxabu, que significa "mandacaru";[2]
- tem origem no termo de origem africana "caxambu", que designa:
  - um grande tambor;
  - um gênero musical;
  - um gênero de dança;
  - cartas que ficam viradas uma para outra no ato de embaralhar;[3]
  - morro em forma de tambor.[4]

## Descrição
Fundado em 1948, fica a 29 km da sede de Pirenópolis, com saída na GO-431, no quilômetro 27, à esquerda, com dois quilômetros em estrada de asfalto. A agropecuária é a principal atividade econômica do distrito.